# Klimakterij
Klimakterij (iz starogrčkog klimaktér "ljestve, kritična faza u životu") označava razdoblje u životu žena za vrijeme hormonalnog prijelaza iz reproduktivne faze do menopauze u postmenopauznu fazu. 
Klimakterij je isto kao i pubertet prirodno razdoblje u životu žene, a ne bolest. Obično ne zahtijeva liječenje, osim ako se ne pojave jaki simptomi koje uzrokuju hormonalne promjene.
Kod manjeg broja žena menopauza počinje s 40 godina, a prosječno se javlja u dobi između 45. – 55. godine.